# Ryszard Stelmachowicz
Ryszard Stelmachowicz – polski artysta fotograf, uhonorowany tytułami Artiste FIAP (AFIAP), Excellence FIAP (EFIAP) oraz Master of Light – cMoL. Członek nadzwyczajny Fotoklubu Rzeczypospolitej Polskiej Stowarzyszenia Twórców.

## Życiorys
Związany ze śląskim środowiskiem fotograficznym – mieszka, pracuje, tworzy w Dąbrowie Górniczej. Fotografuje od połowy lat 80. XX wieku. Miejsce szczególne w jego twórczości zajmuje fotografia architektury, fotografia dokumentalna, fotografia kreacyjna, fotografia pejzażowa, fotografia portretowa. 
Ryszard Stelmachowicz jest współautorem wielu wystaw, prezentacji fotograficznych; zbiorowych oraz pokonkursowych – w Polsce i za granicą. Od 2016 aktywnie uczestniczy m.in. w Międzynarodowych Salonach Fotograficznych, organizowanych (m.in.) pod patronatem FIAP, zdobywając wiele akceptacji, medali, nagród, wyróżnień, dyplomów, listów gratulacyjnych. Został przyjęty w poczet członków nadzwyczajnych Fotoklubu Rzeczypospolitej Polskiej Stowarzyszenia Twórców (legitymacja nr 1276). 
W 2018 został uhonorowany tytułem Artiste FIAP (AFIAP), w 2020 tytułem Excellence FIAP (EFIAP) – tytułami przyznanymi przez Międzynarodową Federację Sztuki Fotograficznej FIAP. W 1019 wyróżniony tytułem Master of Light – cMoL  przez Master of Light Photography Association.